# Oxana
Pour les articles homonymes, voir Slalom.
Pour plus de détails, voir Fiche technique et Distribution.
Oxana est un film français réalisé par Charlène Favier, sorti en 2024.
Il s'agit d'un film biographique sur Oksana Chatchko, l'une des créatrices du mouvement Femen.

## Synopsis
L’histoire d’Oksana Chatchko et de la naissance du mouvement FEMEN en Ukraine. Oksana et les autres militantes organisent des manifestations provocatrices contre une société patriarcale ukrainienne soutenant l’exploitation sexuelle des femmes dans leur pays ainsi que contre l’influence politique Russe dans les pays frontaliers, jusqu’à ce que les violences de la répression poussent les jeunes femmes à s'exiler à Paris.

## Fiche technique
Sauf indication contraire, les informations mentionnées dans cette section peuvent être confirmées par les bases de données cinématographiques  présentes dans la section « Liens externes ».
- Titre original : Oxana
- Réalisation : Charlène Favier
- Scénario : Charlène Favier, Diane Brasseur et Antoine Lacomblez
- Musique : Delphine Malaussena
- Photographie : Éric Dumont
- Décors : Florian Sanson
- 1er assistant à la Réalisation: Clément Comet
- Costumes : Judith de Luze
- Montage : Monica Coleman
- Production : Alice Girard, Jonathan Halperyn, Daniel Kresmery et Marc-Antoine Robert
- Société de production : Rectangle Productions, 2.4.7. Films et Hero Squared
- Société de distribution : Diaphana Distribution
- Pays de production :  France
- Langue originale : français et ukrainien
- Format : couleur
- Genre : drame biographique
- Durée : 103 minutes
- Dates de sortie :
  - France : 15 décembre 2024 (Les Arcs Film Festival) ; 16 avril 2025 (sortie nationale)

## Distribution
Sauf indication contraire, les informations mentionnées dans cette section peuvent être confirmées par les bases de données cinématographiques  présentes dans la section « Liens externes ».
- Albina Korzh : Oxana
- Maryna Koshkina : Inna[1],[2]
- Lada Korovai : Lada
- Oksana Zhdanova : Anna
- Yoann Zimmer : Tristan
- Noée Abita : Apolonia[1],[2]
- Jonathan Halperyn (en) : le patron de la galerie